# Professor Layton vs. Phoenix Wright: Ace Attorney
Professor Layton vs. Phoenix Wright: Ace Attorney (レイトン教授VS逆転裁判, Reiton-kyōju vs Gyakuten Saiban) és un videojoc de trencaclosques i d'aventura gràfica desenvolupat conjuntament per Level-5 i Capcom i publicat per Nintendo per a la consola Nintendo 3DS. Es tracta d'un crossover entre les sèries Professor Layton i Ace Attorney que combina elements de totes dues franquícies. El videojoc va sortir al mercat el 29 de novembre del 2012 al Japó i el 28 de març del 2014 a Europa.

## Jugabilitat
El videojoc segueix el professor Layton, en Luke Triton, en Phoenix Wright i la Maya Fey durant una aventura en què intentaran esbrinar el misteri que envolta la ciutat de Labyrinthia. Existeixen dos estils de joc que es van alternant, Aventura i Judicis per bruixeria, que inclouen elements de les sèries Professor Layton i Ace Attorney respectivament. La producció també compta amb escenes animades i diàlegs doblats.
En els fragments d'Aventura, els jugadors poden explorar i examinar diversos escenaris i conversar amb personatges, tot plegat per trobar pistes per tal de resoldre el misteri de Labyrinthia. El sistema de joc és semblant a l'introduït a Professor Layton and the Miracle Mask, en què els juagadors es mouen entre els escenaris a través de la pantalla tàctil. Investigar algunes zones o parlar amb alguns personatges comporta el plantejament de puzles. Amb la resolució d'aquests s'aconsegueixen picarats, la puntuació del videojoc que serveix per desbloquejar contingut addicional. Els jugadors poden disposar de pistes que facilitin la resolució dels puzles si prèviament han trobat monedes amagades als escenaris que visiten.
En els fragments de Judicis per bruixeria, els jugadors es posen en la pell d'en Phoenix Wright mentre interroga testimonis per tal de defensar el seu client. Durant l'interrogatori, el jugador pot pressionar els testimonis, cosa que pot portar-los a revelar més informació. La tasca principal del jugador és trobar contradiccions en les declaracions dels testimonis i presentar proves que les corroborin. Si el jugador presenta una prova equivocada perd un punt de credibilitat. Si perd els cinc punts de què disposa, el judici es dona per acabat amb un veredicte de culpabilitat. Les monedes trobades durant els fragments d'Aventura es poden fer servir també durant els judicis per obtenir pistes. La puntuació en picarats al final del judici varia en funció dels punts de credibilitat que queden.

### Contingut addicional
El videojoc compta amb contingut descarregable, inclosos dotze episodis especials. Està disponible quan el videojoc s'ha completat. El contingut es podia descarregar setmanalment durant 24 setmanes. Els episodis especials, que trenquen sovint la quarta paret, se situen un any després dels esdeveniments del videojoc, quan els protagonistes tornen a Labyrinthia de visita.

## Argument
El videojoc se situa entre els esdeveniments de Professor Layton and the Diabolical Box i els de Professor Layton and the Unwound Future. Una força misteriosa persegueix una jove anomenada Espella, que sol·licita l'ajuda del professor Layton i del seu aprenent, Luke Triton. Quan l'Espella és capturada, la investigació d'en Layton el porta fins a un llibre que el transporta, juntament amb en Luke, a una estranya ciutat medieval anomenada Labyrinthia. En aquesta població hi viuen bruixes que s'amaguen entre les ombres, i és controlada pel Narrador, que té el poder de fer que tot el que escriu esdevingui realitat. Els cavallers de la Inquisició de la ciutat persegueixen i executen a la foguera totes aquelles bruixes que han estat declarades com a tals als jutjats.
Mentrestant, a continuació dels esdeveniments de Phoenix Wright: Ace Attorney: Trials and Tribulations, en Phoenix Wright i la seva ajudant, la Maya Fey, que han viatjat fins a Londres per una qüestió de feina, troben el mateix llibre i també són teletransportats fins a Labyrinthia. Allà fan un equip amb el professor i en Luke per defensar l'Espella de les acusacions de bruixeria per part dels inquisidors. Aquests esdeveniments, així com la naturalesa de la ciutat, portaran els protagonistes a investigar tota la veritat sobre Labyrinthia.

## Banda sonora
| 1.            | «The Opening Theme of Professor Layton vs. Gyakuten Saiban» | 1:56 |
| 2.            | «Puzzles 6 ~Professor Layton vs. Ace Attorney Arrange~»     | 2:08 |
| 3.            | «Tension ~Professor Layton vs. Ace Attorney Arrange~»       | 1:49 |
| 4.            | «The Courtroom's Magician»                                  | 1:54 |
| 5.            | «Pursuit ~ Casting Magic»                                   | 1:36 |
| Durada total: | Durada total:                                               | 9:23 |

Professor Layton vs Gyakuten Saiban Mystery Music
| 1.            | «Opening Theme»                               | 1:56  |
| 2.            | «About Town ~VS Arrange ver.»                 | 2:21  |
| 3.            | «Puzzles 8»                                   | 2:36  |
| 4.            | «A Strange Story ~VS Arrange ver.»            | 3:00  |
| 5.            | «Labyrinth City»                              | 2:40  |
| 6.            | «Pinch! ~VS Arrange ver.»                     | 1:56  |
| 7.            | «A Calm Afternoon ~VS Arrange ver.»           | 2:15  |
| 8.            | «An Uneasy Atmosphere ~VS Arrange ver.»       | 2:20  |
| 9.            | «Forest»                                      | 1:57  |
| 10.           | «Suspicion ~VS Arrange ver.»                  | 1:55  |
| 11.           | «The Lost Forest ~VS Arrange ver.»            | 2:23  |
| 12.           | «Ink Workshop»                                | 2:03  |
| 13.           | «Barrom»                                      | 1:29  |
| 14.           | «The Town's History ~VS Arrange ver.»         | 2:08  |
| 15.           | «Professor Layton's Theme 1 ~VS Arrange ver.» | 1:33  |
| 16.           | «The City at Night»                           | 2:36  |
| 17.           | «A Quiet Time ~VS Arrange ver.»               | 2:00  |
| 18.           | «Suspense ~VS Arrange ver.»                   | 2:43  |
| 19.           | «Mahoney's Theme ~Memory»                     | 2:25  |
| 20.           | «Puzzles 6 ~VS Arrange ver.»                  | 2:20  |
| 21.           | «Reunion»                                     | 2:02  |
| 22.           | «The Professor's Deductions ~VS Arrange ver.» | 1:56  |
| 23.           | «LINK»                                        | 2:37  |
| 24.           | «The Buried Ruins»                            | 2:52  |
| 25.           | «Audience»                                    | 1:59  |
| 26.           | «Tension ~VS Arrange ver.»                    | 1:58  |
| 27.           | «The Storyteller's Tower»                     | 2:02  |
| 28.           | «Puzzles 5 ~VS Arrange ver.»                  | 2:16  |
| 29.           | «The Hidden Garden»                           | 1:43  |
| Durada total: | Durada total:                                 | 64:01 |

| 1.            | «Courtroom Lobby ~Beginning Overture»      | 1:16  |
| 2.            | «Gyakuten Saiban - Trial»                  | 1:18  |
| 3.            | «Suspense»                                 | 1:22  |
| 4.            | «Logic and Trick»                          | 1:03  |
| 5.            | «Cross Examination ~Moderato»              | 1:03  |
| 6.            | «Ryuichi Naruhodo ~Objection!»             | 0:53  |
| 7.            | «Cross-Examination ~Allegro»               | 1:00  |
| 8.            | «Tell the Truth»                           | 0:37  |
| 9.            | «Pursuit ~Cornered»                        | 1:32  |
| 10.           | «Victory! ~The First Victory»              | 1:23  |
| 11.           | «In the Dark ~The Witches' Overture»       | 3:04  |
| 12.           | «Witch Trial - Trial»                      | 2:04  |
| 13.           | «The Stake's Witnesses»                    | 2:17  |
| 14.           | «Jeeken Barnrod ~Labyrinth Knight»         | 2:44  |
| 15.           | «Mob Cross-Examination ~Moderato»          | 2:37  |
| 16.           | «Logic and Baroque»                        | 2:16  |
| 17.           | «Straying ~Suspense»                       | 1:31  |
| 18.           | «Ryuichi Naruhodo ~Objection! 2012»        | 2:36  |
| 19.           | «Mob Cross-Examination ~Allegro»           | 2:37  |
| 20.           | «Tell the Truth 2012»                      | 3:33  |
| 21.           | «Theme of the United Front»                | 2:59  |
| 22.           | «The Courtroom's Magician»                 | 3:31  |
| 23.           | «Recolection ~Bewitched Fate»              | 2:42  |
| 24.           | «Farce ~Naive People»                      | 1:32  |
| 25.           | «Recollection ~Golden Revelation»          | 2:04  |
| 26.           | «Mist Belduke ~Twilight Memories»          | 2:50  |
| 27.           | «The Great Witch's Judgment - Trial»       | 2:23  |
| 28.           | «Omen ~Footfals of Turnabout»              | 1:40  |
| 29.           | «The Ruler and the Alchemist»              | 3:46  |
| 30.           | «Seal ~Locked-Away "Darkness"»             | 2:18  |
| 31.           | «Recollection ~The Legendary Great Fire»   | 1:33  |
| 32.           | «Pursuit ~Casting Magic»                   | 2:53  |
| 33.           | «The Final Witness»                        | 3:11  |
| 34.           | «Turnabout Sisters' Theme ~Music Box ver.» | 3:38  |
| Durada total: | Durada total:                              | 73:46 |

| 1.            | «The Witches' Theme ~Chase»                   | 1:10  |
| 2.            | «RAINY NIGHT»                                 | 0:48  |
| 3.            | «In-Flight»                                   | 2:57  |
| 4.            | «OPENING»                                     | 0:35  |
| 5.            | «The Witches' Theme ~Assault»                 | 0:49  |
| 6.            | «Escape»                                      | 0:50  |
| 7.            | «THE MAGIC BOOK»                              | 0:42  |
| 8.            | «That Case»                                   | 0:27  |
| 9.            | «The Storyteller's Theme ~Parade»             | 1:25  |
| 10.           | «Judgment ~Witch Trial»                       | 0:32  |
| 11.           | «A Mysterious Fire»                           | 0:32  |
| 12.           | «The Bell Tower's Arrival»                    | 0:30  |
| 13.           | «Sorrowful Golden Statue»                     | 0:34  |
| 14.           | «Rescue and Retribution»                      | 1:20  |
| 15.           | «A Familiar Face»                             | 0:10  |
| 16.           | «Into the Ruins»                              | 0:10  |
| 17.           | «A Faint Voice»                               | 0:23  |
| 18.           | «Garyuu ~Roar»                                | 0:42  |
| 19.           | «Confrontation»                               | 3:15  |
| 20.           | «Confrontation ~The Titanic Knights»          | 0:21  |
| 21.           | «Professor Layton's Theme 2 ~VS Arrange ver.» | 2:36  |
| 22.           | «Festival»                                    | 3:04  |
| 23.           | «Sealed Memories»                             | 0:46  |
| 24.           | «Garyuu ~Creation»                            | 0:36  |
| 25.           | «Mahoney's Theme ~Truth»                      | 2:12  |
| 26.           | «Lostoria!!»                                  | 0:36  |
| 27.           | «The Light of the Truth»                      | 0:45  |
| 28.           | «Prelude»                                     | 0:42  |
| 29.           | «Denouement»                                  | 2:18  |
| 30.           | «Ending Theme»                                | 5:30  |
| Durada total: | Durada total:                                 | 37:17 |